# 田中泉 (アナウンサー)
田中 泉（たなか いずみ、1988年2月18日 - ）は、ニュースキャスター。元NHKアナウンサー。

## 人物・来歴
イギリス生まれ。幼稚園と小学校は日本の私立学校、中学校はアメリカ合衆国ニューヨークの公立学校に通う。慶應義塾女子高等学校を経て、2010年に慶應義塾大学法学部政治学科を卒業後、NHKにアナウンサーとして入局。 
初任地は富山放送局。その後大阪放送局を経て、2015年から東京アナウンス室に異動。2019年6月10日付けでNHKを退職、同年秋に出産した。2022年10月、政策研究大学院大学の修士課程に進学し、2023年9月に公共政策修士号（MPP）を取得した。2024年11月、株式会社IZMiNを創立し代表取締役に就任。

## 嗜好・挿話
- 座右の銘は「明るく心を持って一生懸命」。趣味は一人旅とゴルフ。
- 高校時代はチアリーディング部に所属。2005年に慶應義塾高等学校の硬式野球部が第77回選抜高等学校野球大会へ出場した際には、系列校の学生チアリーダーとして阪神甲子園球場アルプススタンドでの応援に参加した[10]。
- 大学時代は体育会ゴルフ部に所属[11]。日本女子学生ゴルフ選手権予選会などへの出場経験がある[12]。

## 担当番組
富山放送局時代（2010年度 - 2012年度）
- 土曜スタジオパーク（2010年5月22日）
- 全国高等学校野球選手権大会 富山大会（リポーター）
- ニュース富山人（2010年8月4日）
- オフィス関ヶ原!めざせ!会社の星SP（2011年1月10日）
- 着信御礼!ケータイ大喜利（2011年3月6日・2012年1月1日）
- 今夜も生でさだまさし～越中富山だ!きときとナイト～（2011年11月27日）
- ゆうどきネットワーク（2012年6月4日・10月23日・2013年1月30日）
- あさイチ（2012年8月30日） - 「JAPA-NAVI」ナビゲーター
- ニュースウオッチ9（リポーター 2012年9月3日 - 9月7日）
- 第67回国民体育大会（ぎふ清流国体）総合開会式（2012年9月29日）
- FMスペシャル 北陸ウィーク“トヤマウタRadio”（2013年2月19日・2月20日）

大阪放送局時代（2013年度 - 2014年度）
- 第85回記念選抜高等学校野球大会 開会式テレビ中継実況担当（2013年3月22日）
- ニューステラス関西（サブキャスター、2013年4月1日 - 2015年3月27日）
- 関西845（2013年4月 - 2015年3月）
- 情報まるごと（2013年5月30日 - 2015年2月）
- ニュースウオッチ9（リポーター：2014年8月25日 - 9月5日）

東京アナウンス室時代（2015年度 - 2018年度）
- ニュースウオッチ9（リポーター：2015年3月30日 - 2017年3月31日）
  - 鈴木奈穂子の代理キャスター（2015年9月7日 - 11日、2016年7月25日 - 8月5日、2017年3月9日 - 10日）
- クローズアップ現代+（キャスター2017年4月 - 2019年3月14日）

フリー（2021年度 - ）
- ダイバーシティニュース（2022年2月7日 - 、茨城放送）

## 同期のアナウンサー
- 大成安代（退職）
- 桑子真帆
- 酒井良彦
- 宮﨑慶太
- 西阪太志
- 栗原望
- 大橋拓
- 岡崎太希
- 高木優吾
- 三平泰丈
- 中沢圭吾
- 松田雄偉（退職）